# Mecodina anceps
Mecodina anceps là một loài bướm đêm trong họ Erebidae.